# West Somerset
West Somerset is een plaats in het graafschap Somerset, district Somerset West and Taunton en telt 35.075 inwoners. De oppervlakte bedraagt 727 km².
Van de bevolking is 26,4% ouder dan 65 jaar. De werkloosheid bedraagt 2,9% van de beroepsbevolking (cijfers volkstelling 2001).

## Plaatsen in West Somerset
- Minehead
- Watchet

## Parishes
| Kerk | Naam                    | Status       | Inwoners | Voormalige local authority                      | Coördinaten                   |       |
| --- | ----------------------- | ------------ | -------- | ----------------------------------------------- | ----------------------------- | ----- |
| Stone building with arched windows and square tower. | Bicknoller              | Civil parish | 394      | Williton Rural District                         | 51° 8' 60" NB, 3° 16' 12" WL  |       |
| Stone building with square tower, partially obscured by trees. In the foreground are gravestones. | Brompton Ralph          | Civil parish | 245      | Williton Rural District                         | 51° 4' 48" NB, 3° 18' 36" WL  |       |
| Several buildings including a square church tower amongst trees. | Brompton Regis          | Civil parish | 472      | Dulverton Rural District                        | 51° 4' 12" NB, 3° 29' 24" WL  |       |
| Stone building with square tower, partially obscured by trees. | Brushford               | Civil parish | 565      | Dulverton Rural District                        | 51° 1' 12" NB, 3° 31' 48" WL  |       |
| Stone building with square tower. In the foreground are gravestones and trees. | Carhampton              | Civil parish | 1,195    | Williton Rural District                         | 51° 10' 12" NB, 3° 25' 12" WL |       |
| Stone building with square tower. In the foreground are stone crosses, gravestones and trees. | Clatworthy              | Civil parish | 101      | Williton Rural District                         | 51° 4' 12" NB, 3° 21' 0" WL   |       |
| Stone building with square tower. In the foreground are stone crosses, gravestones and trees. | Crowcombe               | Civil parish | 589      | Williton Rural District                         | 51° 7' 12" NB, 3° 13' 48" WL  |       |
| Stone building with square tower. In the foreground are gravestones. | Cutcombe                | Civil parish | 451      | Williton Rural District                         | 51° 8' 24" NB, 3° 31' 48" WL  |       |
| Stone building with arched windows and square tower seen at the end of a narrow lane with white painted houses on the right and a wall on the left. | Dulverton               | Town         | 1,632    | Dulverton Rural District                        | 51° 2' 60" NB, 3° 32' 60" WL  |       |
| Street scene with houses and shops on the left and an octagonal structure has a central stone pier which supports a heavy timber framework which carries a slate roof with central wooden lantern surmounted by a weather vane. In the distance is a castle. | Dunster                 | Civil parish | 862      | Williton Rural District                         | 51° 10' 48" NB, 3° 27' 0" WL  |       |
| Stone building with square tower amongst trees. In the foreground are cows in a field. | East Quantoxhead        | Civil parish | 112      | Williton Rural District                         | 51° 10' 48" NB, 3° 14' 24" WL |       |
| Stone building with tiled roof and square tower, surrounded by vegetation. | Elworthy                | Civil parish | 103      | Williton Rural District                         | 51° 6' 36" NB, 3° 18' 36" WL  |       |
| Stone building with square tower. Trees are to the right and behind with gravestones in the foreground. | Exford                  | Civil parish | 510      | Dulverton Rural District                        | 51° 7' 48" NB, 3° 38' 24" WL  |       |
| Mound of stones with fields in the background. | Exmoor                  | Civil parish | 251      | Dulverton Rural District                        | 51° 8' 24" NB, 3° 45' 0" WL   |       |
| Wooden waterwheel on the side of a white painted building, partially obscured by trees. | Exton                   | Civil parish | 229      | Dulverton Rural District                        | 51° 5' 24" NB, 3° 32' 24" WL  |       |
| Buildings nestled in rolling hills. | Holford                 | Civil parish | 353      | Williton Rural District                         | 51° 9' 36" NB, 3° 12' 36" WL  |       |
| Square stone tower with gravestones in the foreground. | Huish Champflower       | Civil parish | 269      | Dulverton Rural District                        | 51° 3' 36" NB, 3° 21' 36" WL  |       |
| Stone wall with window of ruined building. | Kilve                   | Civil parish | 397      | Williton Rural District                         | 51° 10' 48" NB, 3° 13' 12" WL |       |
| Looking down on the village with houses and stone church building with square tower. | Luccombe                | Civil parish | 209      | Williton Rural District                         | 51° 11' 24" NB, 3° 33' 36" WL |       |
| Stone bridge over water, surrounded by vegetation. | Luxborough              | Civil parish | 215      | Williton Rural District                         | 51° 7' 48" NB, 3° 27' 36" WL  |       |
| Town seen from a nearby hill with multiple houses. The sea can be seen on the left and the white tent like canopy left of centre is the Butlins centre. | Minehead                | Town         | 10,330   | Williton Rural District Minehead Urban District | 51° 12' 0" NB, 3° 28' 12" WL  |       |
| Old stone building with archway. | Minehead Without        | Civil parish | 60       | Williton Rural District                         | 51° 12' 0" NB, 3° 30' 36" WL  |       |
| Stone building with square tower. | Monksilver              | Civil parish | 107      | Williton Rural District                         | 51° 7' 48" NB, 3° 19' 48" WL  |       |
| Reddish stone buildings. The church in the foreground has a square tower. | Nettlecombe             | Civil parish | 240      | Williton Rural District                         | 51° 7' 48" NB, 3° 21' 0" WL   |       |
| Small stone bridge over a stream | Oare                    | Civil parish | 68       | Williton Rural District                         | 51° 12' 0" NB, 3° 42' 36" WL  |       |
| Stone building with square tower. In the foreground are gravestones. | Old Cleeve              | Civil parish | 1,952    | Williton Rural District                         | 51° 10' 12" NB, 3° 22' 48" WL |       |
| Street scene showing stone church with truncated spire, On the right is a white painted building. | Porlock                 | Civil parish | 1,377    | Williton Rural District                         | 51° 12' 36" NB, 3° 36' 0" WL  |       |
| Stone building with white painted square tower. In the foreground is a road junction. | Sampford Brett          | Civil parish | 277      | Williton Rural District                         | 51° 9' 36" NB, 3° 18' 36" WL  |       |
| Thatched roofs of white painted houses nestled in tree filled valley. | Selworthy               | Civil parish | 510      | Williton Rural District                         | 51° 12' 36" NB, 3° 32' 60" WL |       |
| Stone building with square tower. In the foreground are gravestones. | Skilgate                | Civil parish | 100      | Dulverton Rural District                        | 51° 2' 24" NB, 3° 27' 0" WL   |       |
| Wooden signal box next to railway platform decorated with flowers. | Stogumber               | Civil parish | 672      | Williton Rural District                         | 51° 7' 48" NB, 3° 17' 24" WL  |       |
| White painted church with square tower topped with a spire. | Stogursey               | Civil parish | 1,407    | Williton Rural District                         | 51° 10' 48" NB, 3° 8' 24" WL  |       |
| Stone church with red tiled roofs. | Stringston              | Civil parish | 116      | Williton Rural District                         | 51° 10' 48" NB, 3° 10' 48" WL |       |
| Reddish stone church with square tower. | Timberscombe            | Civil parish | 514      | Williton Rural District                         | 51° 7' 48" NB, 3° 32' 24" WL  |       |
| Stone kilns built into a bank with a road in front. | Treborough              | Civil parish | 51       | Williton Rural District                         | 51° 7' 12" NB, 3° 24' 36" WL  |       |
| Stone building with small bell tower. In the foreground are gravestones. | Upton                   | Civil parish | 165      | Dulverton Rural District                        | 51° 6' 0" NB, 3° 26' 24" WL   |       |
| View of multiple houses with sea on the left and hills in the background. | Watchet                 | Town         | 4,401    | Watchet Urban District                          | 51° 10' 48" NB, 3° 19' 48" WL | [ 3 ] |
| Waterfall cascading down rockface. | West Quantoxhead        | Civil parish | 506      | Williton Rural District                         | 51° 10' 12" NB, 3° 16' 12" WL |       |
| Stone building with arched doorway and windows. Two small towers. | Williton                | Civil parish | 2,708    | Williton Rural District                         | 51° 9' 36" NB, 3° 18' 36" WL  |       |
| Stone building with square tower. In the foreground are gravestones. | Winsford                | Civil parish | 339      | Dulverton Rural District                        | 51° 6' 0" NB, 3° 34' 12" WL   |       |
| White painted church with square tower. | Withycombe              | Civil parish | 307      | Williton Rural District                         | 51° 9' 36" NB, 3° 24' 36" WL  |       |
| Stone bridge with six arches over water. | Withypool and Hawkridge | Civil parish | 232      | Dulverton Rural District                        | 51° 6' 36" NB, 3° 38' 60" WL  |       |
| Stone building with square tower. In the foreground are gravestones. | Wootton Courtenay       | Civil parish | 305      | Williton Rural District                         | 51° 10' 48" NB, 3° 31' 12" WL |       |